# Höja församling
Höja församling var en församling i Lunds stift och i Ängelholms kommun. Församlingen uppgick 2010 i Ängelholms församling.

## Administrativ historik
Församlingen har medeltida ursprung. 
Församlingen var till 1962 moderförsamling i pastoratet Höja och Starby. Från 1962 till 2010 var den annexförsamling i pastoratet Ängelholm, Höja och Rebbelberga. Församlingen uppgick 2010 i Ängelholms församling.

## Klockare, kantor och organister
| Ämbetstid | Namn             | Levnadstid | Övrigt                |
| --------- | ---------------- | ---------- | --------------------- |
| 1759-1772 | Jacob Falkenberg | 1727-1772  | Organist              |
| 1774      | Strand           |            | Organist              |
| 1775-1780 | Joh. Kull        |            | Organist              |
| 1785-1786 | Jacob Aschling   | 1724-      | Organist och klockare |
| 1787-1815 | Lars Thulin      | 1759-      | Organist och klockare |

## Kyrkobyggnader
- Höja kyrka